# Долна
Долна (рум. Dolna) — село в Страшенском районе Молдавии. Относится к сёлам, не образующим коммуну.

## География
Расположено на высоте 173 метров над уровнем моря.

## Население
По данным переписи населения 2004 года, в селе Долна проживает 1155 человек (580 мужчин, 575 женщин). Этнический состав села:
| Национальность | Число жителей | Процентный состав |
| -------------- | ------------- | ----------------- |
| молдаване      | 1139          | 98.61             |
| украинцы       | 8             | 0.69              |
| русские        | 3             | 0.26              |
| прочие         | 5             | 0.43              |
| Всего          | 1155          | 100%              |

## Достопримечательности
Главная достопримечательность — дом-музей «Усадьба семьи Ралли», где летом 1821 года жил А. С. Пушкин.
Церковь Рождества Пресвятой Богородицы (1852), где похоронен Иван Ралли, друг А. С. Пушкина.